# 1667 Пельс
1667 Пельс (1667 Pels) — астероїд головного поясу, відкритий 16 вересня 1930 року.
Тіссеранів параметр щодо Юпітера — 3,654.